# Mark Heard
Pour les articles homonymes, voir Heard.
John Mark Heard, né le 16 décembre 1951 à Macon et mort le 16 août 1992 à Chicago, est un chanteur, compositeur et producteur américain.

## Discographie

### Albums studio
- Setting Yesterday Free (1970, Infinity+3)
- Mark Heard (1975, réédité en 1978 sous le titre On Turning To Dust)
- Appalachian Melody (1979)
- Fingerprint (1980)
- Stop the Dominoes (1981)
- Victims of the Age (1982)
- Eye of the Storm (1983)
- Ashes and Light (1984)
- Mosaics (1985)
- Tribal Opera (1987, iDEoLA)
- Dry Bones Dance (1990)
- Second Hand (1991)
- Satellite Sky (1992)